# Parhomaloptera microstoma
Parhomaloptera microstoma är en fiskart som först beskrevs av Boulenger, 1899.  Parhomaloptera microstoma ingår i släktet Parhomaloptera och familjen grönlingsfiskar. Inga underarter finns listade i Catalogue of Life.